# Beatriz Wagner
Beatriz Wagner é uma jornalista brasileira.
Radicada na Austrália desde 1993, é diretora do Programa de Língua Portuguesa da Rádio SBS/Special Broadcasting Service em Sydney , dirigido a todas as comunidades que falam o português no país, acompanhando em especial o processo de independência de Timor-Leste, país que visitou sete vezes desde dezembro de 1999.
A SBS é a maior emissora multicultural e multilíngue do planeta, transmitindo em 68 idiomas. É também correspondente da Agência Lusa de Notícias, de Portugal, na Austrália.

## Biografia
Beatriz trabalhou, no Brasil, na RBS TV Florianópolis, de 1982 a 1984 e, de volta, em 1988, como chefe de reportagem, coordenadora do interior e editora dos telejornais Jornal Nacional primeira edição, Jornal da Globo, Bom Dia Santa Catarina, Rede Regional de Notícias e Jornal das Sete. Foi também chefe de reportagem da TV Barriga Verde em Florianópolis, filiada à Rede Manchete, em 1987.
Formou-se em Jornalismo pela Universidade Federal de Santa Catarina em 1984 e, antes, em Comunicação Social pela Universidade Federal do Rio Grande do Sul em 1981. Fez pós-graduação em Ciências da Comunicação na Universidade Autônoma de Barcelona em 1985 e 1986, quando trabalhou como pesquisadora da UNESCO, e foi professora concursada de telejornalismo, cinema e redação na UFSC de 1989 até 1992, quando dirigiu o Laboratório de Vídeo do curso.
Participou dos congressos de jornalistas de língua portuguesa em Macau, em 1999, e no Recife, no ano de 2000.
Pela SBS, ganhou o Prêmio nacional AUSTCARE de reportagem de rádio sobre refugiados com "A Travessia", sobre uma fuga de barco de Timor-Leste para Darwin, na Austrália, em 1996, e ganhou menção honrosa no concurso nacional "Old People Speak Out", em 2004, de reportagem de rádio sobre idosos. Entrevistou no seu programa de rádio os líderes timorenses Mari Alkatiri, Xanana Gusmão, José Ramos-Horta, Bispo Dom Ximenes Belo, o presidente português Jorge Sampaio, Pelé, Gilberto Gil, Sérgio Vieira de Mello, Cesárea Évora, Nelly Furtado, a fadista Marisa, Sérgio Mendes, Marco Aurélio Garcia, Dom Pedro Casaldáliga, João Pedro Stédile, o vice-presidente do conselho de ministros de Cuba e Presidente do Comitê Olímpico Cubano José Ramon Fernandes, Ronaldo e Ronaldinho, entre outros.